# كانداس إلين
كانداس إلين هي ممثلة كندية، ولدت في 1972 في إدمونتون في كندا.

## وصلات خارجية
- كانداس إلين على موقع IMDb (الإنجليزية)
- كانداس إلين على موقع قاعدة بيانات الفيلم (الإنجليزية)